# Juan Juliá Igual
Juan Francisco Juliá Igual (Valencia, 1955) es un ingeniero agrónomo, y desde el año 2005 hasta 2013 fue Rector de la Universidad Politécnica de Valencia, habiendo sido reelegido en el cargo por una amplia mayoría en marzo de 2009 al lograr el apoyo del 72,5 % de la comunidad universitaria. 
Es miembro de la Ejecutiva de la Conferencia de Rectores de Universidades Españolas (CRUE) desde 2008 y en el 2006 ostentó la Presidencia de la Conferencia de Rectores de Universidades Públicas Valencianas.

## Biografía
Inicia su formación de Ingeniero Agrónomo en la Especialidad de Economía Agraria en la Escuela Técnica Superior de Ingenieros Agrónomos de la Universidad Politécnica de Valencia, con el número dos de su promoción y el número uno de su especialidad. Realizó los cursos de doctorado en la Facultad de Económicas y en la E.T.S.I.A. de Valencia donde obtuvo el título de Doctor Ingeniero Agrónomo con la calificación de sobresaliente “Cum Laude”.
Catedrático de Economía Agraria, imparte su docencia en la Escuela Técnica Superior de Ingenieros Agrónomos y en la Facultad de Administración y Dirección de Empresas de la Universidad Politécnica de Valencia. Tiene una amplia experiencia docente, participando como profesor invitado en cursos de postgrado en numerosas instituciones universitarias y de investigación europeas y americanas.
Ha sido director de la Escuela Universitaria de Ingeniería Técnica Agrícola de Valencia (1986-1993), Vicerrector de Estudios y Alumnado (1995-1999) y Vicerrector de Investigación y Desarrollo Tecnológico (1999) en la Universidad Politécnica de Valencia.
Ha sido también miembro del Consejo Científico Internacional del Centro de Investigación e Información sobre la Economía Social Pública y Cooperativa (CIRIEC) y Secretario General de CIRIEC-España (1988-1992), consultor externo (Technical Writers) de la F.A.O. y consejero y vicepresidente de la empresa agroindustrial AGRICONSA. Forma parte del consejo de redacción o asesor de varias revistas científicas y de divulgación profesional y ha actuado como evaluador de la Agencia Nacional de Evaluación y Prospectiva de la CICYT (1989, 1993, 1996, 1998, 2000), así como miembro del Jurado de diversos premios de investigación en economía.
Es autor de más de doscientas cincuenta publicaciones, entre libros, artículos en revistas científicas nacionales y extranjeras (arbitradas e indexadas)*, ponencias y comunicaciones en congresos nacionales e internacionales, así como artículos en revistas de divulgación profesional, sobre asociacionismo agrario, economía citrícola, y contabilidad y fiscalidad de empresas agroalimentarias. 
Tiene reconocidos cinco sexenios de actividad investigadora por la Comisión Nacional Evaluadora de la Actividad Investigadora.
Es premio de Investigaciones Agrarias Pascual Carrión (1987), Premio del Instituto de Cooperativismo Agrario Valenciano (1986), concediéndosele en 1991 la Medalla del Bicentenario de Enseñanza de las Ciencias Agrícolas de la Universidad Agrícola de Praga. Distinción de la Fundación RURALCAJA en el área de economía en 2004.
Es nombrado en el 2000 miembro del Grupo de Trabajo que ha elaborado el borrador de normativa contable aplicable a las cooperativas por Resolución de la Presidencia del Instituto de Contabilidad y Auditoría de Cuentas del Ministerio de Economía. En el 2003 es designado, en calidad de experto, miembro del Consejo de Fomento de la Economía Social por el Ministerio de Trabajo y Asuntos Sociales.
Ha sido el Director del Centro de Investigación y Especialización de Gestión de Empresas Agroalimentarias (CEGEA) de la Universidad Politécnica de Valencia, del que fue uno de sus fundadores en 1979 y que es considerado el centro líder en el sistema universitario español en investigación y formación en asociacionismo agroalimentario. Es también Director asociado de la revista científica CIRIEC-España. Fue elegido en el 2003, Presidente de la Red Española Interuniversitaria de Centros e Institutos de Investigación en Economía Social, que agrupa a los centros e institutos de catorce universidades españolas.
En los presupuestos del 2012, introduce unos cambios que revolucionan la UPV, en los que las instalaciones deportivas dejan de ser gratuitas.

## Curiosidad
- Revistas científicas como, Food Policy, Annals of Public and Cooperative Economics, Journal of Agriculture in the tropics and Subtropics, Journal of Rural Cooperation, The World of Cooperative Enterprise, Internacional Journal for Co-operative Management, Acta Horticulturae, Papeles de Economía Española, Hacienda Pública Española, Información Comercial Española, CIRIEC-España, Estudios Agrosociales y Pesqueros, Investigaciones Agrarias, REVESCO, y Georgica entre otras.